# Henrik Frederik von Söhlenthal
Henrik Frederik Sohlenthal lub Henrik Frederik von Söhlenthal (ur. 1685, zm. 8 lutego 1752) – baron, duński dyplomata z XVIII wieku.

## Życiorys
W 1708 mianowany kammerjunkrem. W latach 1713–1751 (z przerwami) był duńskim posłem w Wielkiej Brytanii. 5 grudnia 1716 roku, król Wielkiej Brytanii Jerzy I Hanowerski obiecał mu i jego monarsze Fryderykowi IV Duńskiemu wsparcie floty przeciw Szwecji. W tym samym roku mianowany szambelanem. Od 1729 członek tajnej rady.
W latach 1729–1731 jego sekretarzem był niemiecki pisarz Friedrich von Hagedorn.
Odznaczony Orderem Danebroga w 1719, Orderem Słonia w 1743 i Orderem Wierności w 1744.
Jego ojcem był Rudolph Kaspar, bratem Frederik Georg (1698-1768), a siostrą Beate Henriette (1696-1757), która wyszła za Henryka XXIII, hrabiego Reuss von Lobenstein (1680-1723).